# Савинов, Николай Петрович
Николай Петрович Савинов (8 апреля 1948, с. Загайново, Тальменский район, Алтайский край) — советский лыжник и биатлонист, советский и российский тренер по биатлону. Бронзовый призёр чемпионата СССР по биатлону в эстафете (1976). Мастер спорта СССР, заслуженный тренер России. Старший тренер мужской сборной России по биатлону (2003—2006).

## Биография
Начал заниматься лыжными гонками, учась в СПТУ № 12 города Бийска у тренера Николая Понамарёва, позднее занимался в коллективе физкультуры «Прогресс» у тренера Геннадия Кузнецова. Входил в юношескую сборную Алтайского края по лыжным гонкам, участвовал в региональных и общесоюзных юношеских соревнованиях. Стал победителем первенства Сибири и Дальнего Востока среди юношей в эстафете, а на первенстве Союза завоевал бронзовую медаль.
Позднее перешёл в биатлон, тренировался у Владимира Ивановича Молостова. На взрослом уровне выступал за спортивное общество «Зенит» и город Бийск. В 1976 году завоевал бронзовые медали чемпионата СССР в эстафете в составе сборной общества «Зенит». Дважды становился бронзовым призёром Кубков СССР по биатлону, одерживал победу на Спартакиаде профсоюзов СССР.
После окончания спортивной карьеры стал тренером во вновь созданной детской спортивной специализированной школе олимпийского резерва «Рассвет» («Сибприбормаш») в посёлке Сорокино под Бийском. С 1991 по 1994 год был тренером молодежной сборной России, затем на несколько лет ушёл в бизнес. В 2002 году назначен старшим тренером юношеской сборной России по биатлону, в 2003 году стал старшим тренером мужской сборной России после гибели в автокатастрофе Николая Голева и работал на этой должности до 2006 года. Затем до 2013 года работал старшим тренером резервного состава женской сборной России, позже оставив должность старшего тренера продолжает входить в тренерский штаб.
В 2008 году награждён благодарственным письмом Президента РФ за подготовку серебряных призёров зимней Олимпиады в Турине.

## Личная жизнь
Окончил Барнаульский государственный педагогический институт.